# Red Before Black
Red Before Black è il quattordicesimo album pubblicato il 3 novembre del 2017 dal gruppo death metal Cannibal Corpse. Sono 12 brani per una durata di 46 minuti e richiamano il sound classico del gruppo, infatti le tracce sono caratterizzate da un ritmo serrato, growl e scream.

## Tracce
1. Only One Will Die – 3:24 (testo: Webster – musica: Webster)
2. Red Before Black – 3:12 (testo: Mazurkiewicz – musica: O'Brien)
3. Code of the Slashers – 4:46 (testo: Barrett – musica: Barrett)
4. Shedding My Human Skin – 3:29 (testo: Mazurkiewicz – musica: O'Brien)
5. Remaimed – 4:14 (testo: Mazurkiewicz – musica: O'Brien)
6. Firestorm Vengeance – 3:43 (testo: Webster – musica: Webster)
7. Heads Shoveled Off – 3:37 (testo: Mazurkiewicz – musica: O'Brien)
8. Corpus Delicti – 3:28 (testo: Barrett – musica: Barrett)
9. Scavenger Consuming Death – 4:33 (testo: Webster – musica: Webster)
10. In the Midst of Ruin – 3:26 (testo: Mazurkiewicz – musica: Barrett)
11. Destroyed Without a Trace – 4:01 (testo: Mazurkiewicz – musica: Barrett, Mazurkiewicz)
12. Hideous Ichor – 4:34 (testo: Webster – musica: Webster)

## Formazione
- George "Corpsegrinder" Fisher – voce
- Pat O'Brien – chitarre
- Rob Barrett – chitarra
- Alex Webster – basso
- Paul Mazurkiewicz – batteria